# Jacobaea carniolica
Jacobaea carniolica — вид рослин із родини айстрових (Asteraceae).

## Біоморфологічна характеристика
Багаторічна рослина 5–20 см заввишки. Стебло прямовисне, просте, павутинисто латково запушене, злегка фіолетове. Усі листки перистонадрізані (не до середньої жилки); прикореневі та нижні стеблові — на довгих ніжках; верхні — сидячі, знизу тонко павутинно запушені, блакитнувато-сизі, часто голі в період цвітіння, особливо на верхній стороні. Суцвіття з 5–15 кошиками. Обгортка 5 мм завдовжки і 6–7 мм завширшки; внутрішні листочки численні, ланцетні, гоструваті, по спинці тонко-павутинні, на верхівці з темно-фіолетовою плямою. Язичкові й трубчасті квіточки золотистувато-жовті. Сім'янки циліндричні з поздовжніми жолобками, 3–4 × 0.7–0.8 мм, голі, тьмяні, ребра сіруваті, жолобки коричневі, верхівка зі щетинками. 2n=140. Квітне в липні й серпні.

## Середовище проживання
Зростає у Європі (Німеччина, Швейцарія, Австрія, Італія, Польща, Словенія, Румунія, Словаччина, Україна).
Населяє трав'янисті й кам'янисті гірські луки на нейтральних і кислих ґрунтах.
В Україні вид росте на гірських луках у субальпійському поясі — у Карпатах, нерідко.